# Andanus bimaculatus
Andanus bimaculatus är en insektsart som beskrevs av Rauno E. Linnavuori 1959. Andanus bimaculatus ingår i släktet Andanus och familjen dvärgstritar. Inga underarter finns listade i Catalogue of Life.